# 中国驻瑞士大使列表
本列表为中華民國和中華人民共和國驻瑞士历任大使名录。

## 历任中国驻瑞士大使

### 中华民国驻瑞士公使（1919年－1950年）
1913年10月8日，瑞士承认中华民国。1918年6月13日，两国签订《友好条约》，正式建交。1919年1月，中华民国在瑞士设立公使馆并开始派遣驻瑞士公使。1950年1月20日，与瑞士断交并闭馆。
| 姓名   | 任命           | 到任           | 递交国书       | 免职          | 离任          | 外交衔级       | 外交职务     | 备注     | 备注 |
| ------ | -------------- | -------------- | -------------- | ------------- | ------------- | -------------- | ------------ | -------- | ---- |
| 汪荣宝 | 1919年1月5日   | 1919年3月      | 1919年3月29日  | 1922年6月15日 |               | 公使           | 特命全权公使 |          |      |
| 陆征祥 | 1922年6月15日  | 1922年11月15日 | 1922年11月19日 |               | 1927年5月     | 公使           | 特命全权公使 |          |      |
| 萧继荣 |                | 1927年5月      |                |               | 1929年9月16日 | 二等秘书       | 临时代办     |          |      |
| 吴凯声 | 1929年8月20日  | 1929年9月16日  |                | 1931年8月15日 |               |                | 临时代办     | 升任公使 |      |
| 吴凯声 | 1931年8月15日  | 1931年8月27日  |                |               | 1932年4月6日  | 公使           | 特命全权公使 |          |      |
| 胡世泽 | 1931年12月30日 | 1932年4月6日   |                | 1933年5月20日 |               | 公使           | 临时代办     | 升任公使 |      |
| 胡世泽 | 1933年5月20日  | 1933年5月24日  | 1933年8月11日  |               | 1941年10月3日 | 公使           | 特命全权公使 |          |      |
| 任起莘 |                | 1941年10月3日  |                |               | 1942年1月17日 | 一等秘书       | 临时代办     |          |      |
| 谢寿康 | 1941年12月26日 | 1942年1月17日  |                |               | 1943年1月25日 | 参事           | 临时代办     |          |      |
| 任起莘 | 1943年1月6日   | 1943年1月25日  |                |               | 1945年6月9日  | 参事衔一等秘书 | 临时代办     |          |      |
| 梁龙   | 1945年3月19日  | 1945年6月9日   | 1945年6月26日  |               | 1946年8月13日 | 公使           | 特命全权公使 |          |      |
| 吴南如 | 1946年10月30日 | 1946年12月18日 | 1946年12月23日 |               | 1950年1月20日 | 公使           | 特命全权公使 |          |      |

### 中华人民共和国驻瑞士公使（1950年－1956年）
1950年1月17日，瑞士承认中华人民共和国政府。9月14日，中华人民共和国与瑞士建交，开始派遣驻瑞士公使。1956年1月3日，中国驻瑞士公使馆升格为大使馆。
| 姓名 | 任命           | 任命          | 到任          | 递交国书      | 免职           | 免职         | 离任   | 外交衔级 | 外交职务     | 备注     |
| 姓名 | 全国人大常委会 | 主席          | 到任          | 递交国书      | 全国人大常委会 | 主席         | 离任   | 外交衔级 | 外交职务     | 备注     |
| ---- | -------------- | ------------- | ------------- | ------------- | -------------- | ------------ | ------ | -------- | ------------ | -------- |
| 冯铉 | 1950年12月26日 | 1950年9月14日 | 1950年12月2日 | 1950年12月8日 | 1956年4月25日  | 1956年5月4日 | 不適用 | 公使     | 特命全权公使 | 升任大使 |

### 中华人民共和国驻瑞士大使（1956年至今）
1956年1月3日，中国驻瑞士公使馆升格为大使馆，改派驻瑞士大使。
| 姓名   | 任命           | 任命          | 到任           | 递交国书       | 免职           | 免职          | 离任          | 外交衔级 | 外交职务     | 备注 |
| 姓名   | 全国人大常委会 | 主席          | 到任           | 递交国书       | 全国人大常委会 | 主席          | 离任          | 外交衔级 | 外交职务     | 备注 |
| ------ | -------------- | ------------- | -------------- | -------------- | -------------- | ------------- | ------------- | -------- | ------------ | ---- |
| 冯铉   | 1956年4月25日  | 1956年5月4日  | 不適用         | 1956年7月13日  | 1959年3月11日  | 1959年4月21日 | 1959年4月     | 大使     | 特命全权大使 |      |
| 李清泉 | 1959年3月11日  | 1959年4月21日 | 1959年7月6日   | 1959年7月10日  | 1965年12月16日 | 不適用        | 1966年3月17日 | 大使     | 特命全权大使 |      |
| 李菊生 | 1965年12月16日 | 不適用        | 未到任         | 不適用         | 1966年9月15日  | 不適用        | 不適用        | 大使     | 特命全权大使 |      |
| 郑为之 | 1966年9月15日  | 不適用        | 未到任         | 不適用         | 不適用         | 不適用        | 不適用        | 大使     | 特命全权大使 |      |
| 吴化远 | 不適用         | 不適用        | 1966年3月      | 不適用         | 不適用         | 不適用        | 1967年        |          | 临时代办     |      |
| 杨旭   | 不適用         | 不適用        | 1967年         | 不適用         | 不適用         | 不適用        | 1969年        |          | 临时代办     |      |
| 吴化远 | 不適用         | 不適用        | 1969年         | 不適用         | 不適用         | 不適用        | 1970年12月    |          | 临时代办     |      |
| 陈志方 | 不適用         | 不適用        | 1970年12月11日 | 1970年12月18日 | 1976年12月2日  | 不適用        | 1975年8月31日 | 大使     | 特命全权大使 |      |
| 李云川 | 1976年12月2日  | 不適用        | 1976年8月25日  | 1976年8月31日  | 1983年3月5日   | 不適用        | 1982年7月21日 | 大使     | 特命全权大使 |      |
| 康矛召 | 1983年3月5日   | 不適用        | 未到任         | 不適用         | 1983年9月2日   | 不適用        | 不適用        | 大使     | 特命全权大使 |      |
| 田进   | 1983年12月8日  | 1984年4月14日 | 1984年2月      | 1984年3月26日  | 1987年3月19日  | 1987年6月27日 | 1987年5月     | 大使     | 特命全权大使 |      |
| 蔡方柏 | 1987年3月19日  | 1987年6月27日 | 1987年8月      | 1987年8月20日  | 1990年6月28日  | 1990年9月1日  | 1990年8月     | 大使     | 特命全权大使 |      |
| 丁原洪 | 1990年6月28日  | 1990年9月1日  | 1990年10月     |                | 1992年7月1日   | 1992年9月14日 | 1992年8月     | 大使     | 特命全权大使 |      |
| 辛福坦 | 1992年7月1日   | 1992年9月14日 | 1992年10月     |                | 1995年12月28日 | 1996年4月4日  | 1996年1月     | 大使     | 特命全权大使 |      |
| 周子忠 | 1995年12月28日 | 1996年4月4日  | 1996年3月      | 1996年3月26日  | 1999年12月25日 | 2000年7月26日 | 2000年7月     | 大使     | 特命全权大使 |      |
| 吴传福 | 1999年12月25日 | 2000年7月26日 | 2000年7月      | 2000年8月28日  | 2003年6月28日  | 2004年3月12日 | 2004年1月     | 大使     | 特命全权大使 |      |
| 朱邦造 | 2003年6月28日  | 2004年3月12日 | 2004年3月      |                | 2007年12月29日 | 2008年5月6日  | 2008年3月28日 | 大使     | 特命全权大使 |      |
| 董津义 | 2007年12月29日 | 2008年5月6日  | 2008年4月1日   | 2008年4月11日  | 2010年2月26日  | 2010年9月19日 | 2010年8月     | 大使     | 特命全权大使 |      |
| 吴恳   | 2010年2月26日  | 2010年9月19日 | 2010年9月7日   | 2010年9月16日  | 2012年8月31日  | 2013年7月2日  | 2013年2月     | 大使     | 特命全权大使 |      |
| 许镜湖 | 2012年8月31日  | 2013年7月2日  | 2013年4月28日  | 2013年6月27日  | 2015年8月29日  | 2016年3月30日 | 2016年2月     | 大使     | 特命全权大使 |      |
| 耿文兵 | 2015年8月29日  | 2016年3月30日 | 2016年2月27日  | 2016年3月15日  | 2020年4月29日  | 2020年9月2日  | 2020年6月     | 大使     | 特命全权大使 |      |
| 王世廷 | 2020年4月29日  | 2020年9月2日  | 2020年8月27日  | 2020年10月13日 |                | 2025年7月11日 | 2024年5月     | 大使     | 特命全权大使 |      |
| 钱敏坚 |                | 2025年7月11日 | 2025年6月30日  | 2025年7月2日   | 现任           |               |               | 大使     | 特命全权大使 |      |